# Hans Pischner

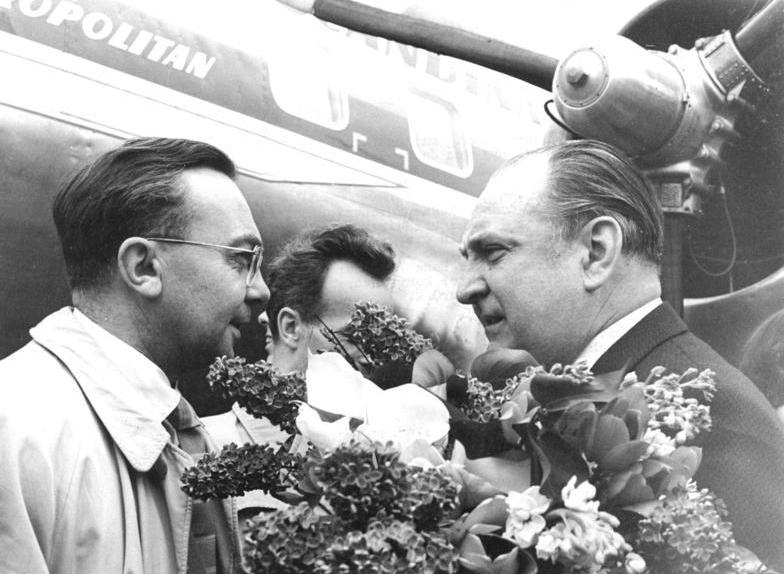
Hans Pischner (links) begrüßt Franz Konwitschny 1961 auf dem Flughafen Berlin-Schönefeld.

Hans Pischner (* 20. Februar 1914 in Breslau; † 15. Oktober 2016 in Berlin) war ein deutscher Cembalist, Musikwissenschaftler, Opernintendant, Kulturpolitiker in der DDR und Mitglied des Zentralkomitees (ZK) der SED.

## Biographie
Hans Pischner war der Sohn eines Breslauer Klavierstimmers. Er studierte Klavier bei Bronisław von Poźniak und Cembalo bei Gertrud Wertheim sowie Musikwissenschaft an der Schlesischen Friedrich-Wilhelms-Universität in Breslau. Von 1933 bis 1939 war er als Musiklehrer und Konzertsolist tätig. Nach dem Kriegsdienst und sowjetischer Gefangenschaft trat er 1946 in die SED ein und unterrichtete ab 1946 an der Hochschule für Musik Franz Liszt Weimar, deren stellvertretender Direktor er 1947 wurde. 1948 ernannte man ihn zum Professor. Von 1950 bis 1954 war Pischner Leiter der Hauptabteilung Musik im Staatlichen Komitee für Rundfunk der DDR und gestaltete den staatlichen Rundfunk mit. Im neugegründeten Ministerium für Kultur wurde er zunächst von 1954 bis 1956 Leiter der Hauptabteilung Musik und amtierte dann von 1956 bis 1963 als stellvertretender Minister für Kultur unter Johannes R. Becher und Alexander Abusch bzw. Hans Bentzien. In seinen Zuständigkeitsbereich fielen 1956 die Hauptabteilungen Musik und VEB Deutsche Schallplatten, Künstlerische Lehranstalten, Kulturelle Massenarbeit und Deutsche Konzert- und Gastspieldirektion sowie die Abteilung Haushalt und Revision. Er war damit maßgeblich auf staatlicher Seite für die Musikpolitik der DDR verantwortlich.

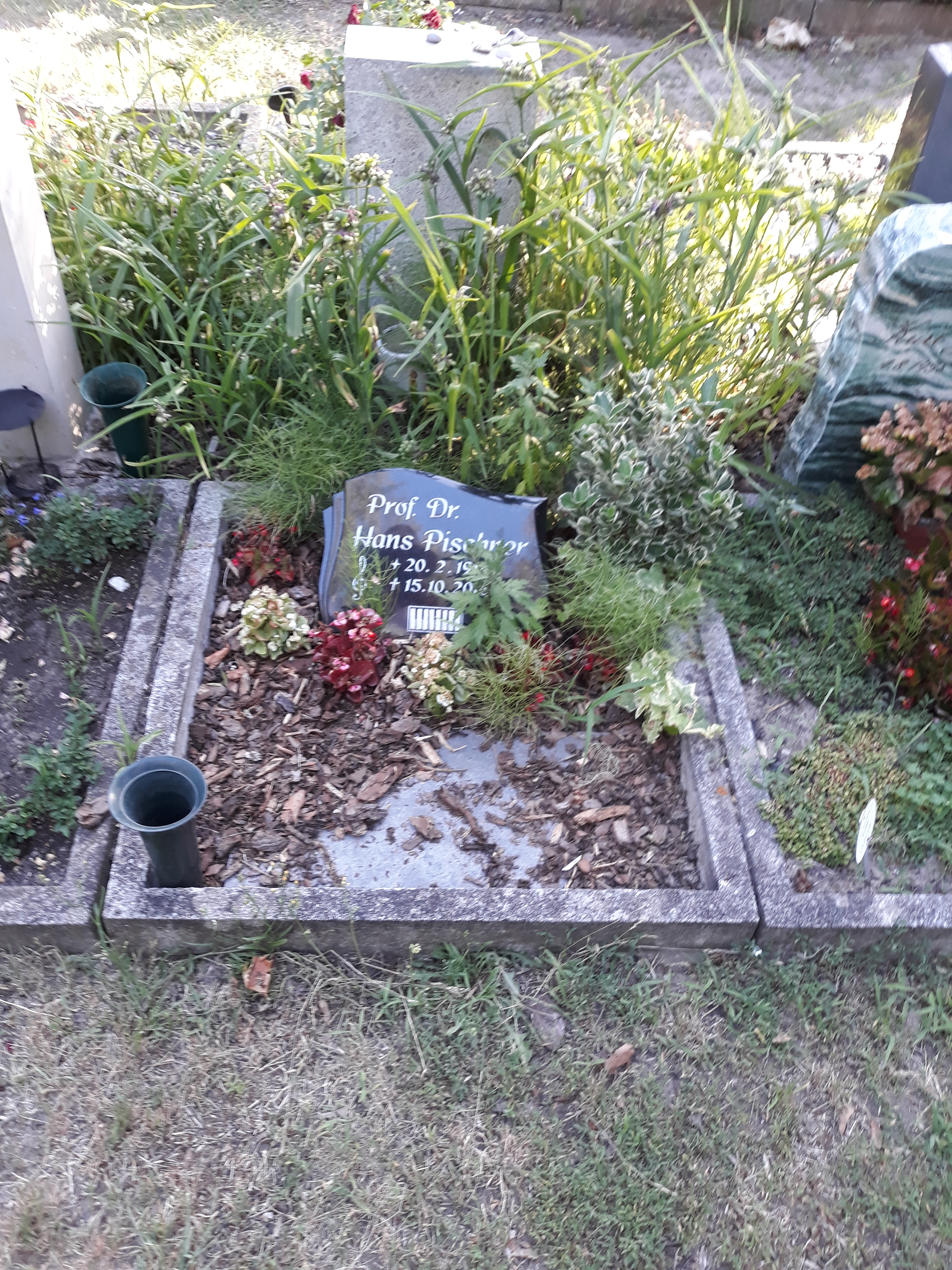
Grab Hans Pischner, Dorotheenstädtischer Friedhof, Berlin.

Von 1963 bis 1984 war Hans Pischner Intendant der Staatsoper Unter den Linden in Berlin. Von 1970 bis 1978 war er Vizepräsident der Akademie der Künste der DDR, seine von Kurt Hager 1974 geplante Wahl zum Präsidenten der Akademie scheiterte. Außerdem war er von 1975 bis 1990 Vorsitzender der gesamtdeutschen Neuen Bachgesellschaft, mit Sitz in Leipzig, deren Internationalisierung er vorantrieb.
Als Präsident des Kulturbundes der DDR von 1977 bis 1989 war er dafür zuständig, die Kulturschaffenden nach der Biermann-Ausbürgerung im Sinne der SED-Führung zu lenken und zu steuern. Andererseits setzte er sich für Musiker ein, die in der DDR schlecht gelitten waren, wie zeitweise der Dirigent Hartmut Haenchen. Seinen Rücktritt vom Amt des Kulturbundpräsidenten reichte er am 28. November 1989 ein. In der gleichen Sitzung trat das gesamte Präsidium des Kulturbundes zurück. Mitglied des Zentralkomitees der SED war er von 1981 bis 1989.
Hans Pischner hat es immer verstanden, neben seinen beruflichen Aufgaben auch Zeit für das Cembalo zu finden, öffentlich u. a. im Berliner Kammertrio mit Hans-Peter Schmitz (Flöte) und Bernhard Günther (Gambe) zu konzertieren und zahlreiche Schallplattenaufnahmen einzuspielen.
Von 1995 bis 2008 war er Ehrenpräsident der Internationalen Gesellschaft zur Förderung junger Bühnenkünstler „BühnenReif“ (ISSA) und Gründungsmitglied des Kuratoriums der brandenburgischen Elblandfestspiele Wittenberge. 2007 wurde er zum ersten Ehrenmitglied der Europäischen Kulturwerkstatt (EKW) mit Sitz in Berlin/Wien berufen. Im Dezember 2011 wurde er zum Ehrenmitglied des Richard-Wagner-Verbandes Berlin-Brandenburg ernannt.

## Bedeutung
Hans Pischner gehörte zu den Persönlichkeiten des ostdeutschen Musiklebens, die einerseits großen Einfluss hatten und andererseits stark umstritten sind. Sowohl als Leiter staatlicher Einrichtungen wie auch als ausübender Künstler hat er sich einen Namen gemacht. Als stellvertretender Minister für Kultur prägte er das Musikleben der DDR auf staatlicher Seite. Auch später blieb er ein wichtiger Kulturfunktionär, der als Präsident des Kulturbundes einer Massenorganisation vorstand und im Sinne der SED handelte.
Als Intendant der Staatsoper Unter den Linden zeigte er mehr „Eigen-Sinn“ (Alf Lüdtke). Er selbst gab in seiner Autobiografie zu, wie er das System während seiner Intendantenzeit geschickt manipulativ für sich nutzen konnte: „Ich kannte mich aus, konnte im allgemeinen meine Vorstellungen durchsetzen und wußte mir auch in komplizierten Situationen zu helfen. Wenn man es verstand, auf der Klaviatur der – auch untereinander nicht selten uneinigen – Apparate zu spielen, nicht zu viele Fragen zu stellen und damit unerwünschte Antworten zu provozieren, gab es Möglichkeiten, kunstfeindliche politische Strangulierungen zu unterlaufen, dem Gesinnungsterror zu entkommen.“ Als Intendant erreichte er trotz vieler Risiken und kulturpolitischer Widerstände, dass sein Haus mit dem anspruchsvollen Spielplan und seinem Ensemble weltweites Ansehen gewann. Die Staatskapelle entwickelte sich, nachdem viele Musiker nach dem Mauerbau das Ensemble verlassen hatten, wieder zu einem der führenden europäischen Orchester. Pischner hat es verstanden, damals aufstrebende Solisten wie etwa Peter Schreier, Theo Adam, Anna Tomowa-Sintow oder Siegfried Vogel zu internationalen Opernstars zu machen, die über Jahrzehnte erfolgreich waren. Die Uraufführungen der Opern Einstein, Leonce und Lena und Lancelot von Paul Dessau setzte Pischner entgegen zahlreicher Widerstände aus dem Partei- und Staatsapparat durch, und unter der Regie von Ruth Berghaus, der Ehefrau Dessaus, wurden sie zu Glanzpunkten im Musikleben. Als geschickter Diplomat und erfahrener Musikexperte hatte er die Fähigkeit, manche Doktrin zu entkräften und die häufigen Animositäten von Kulturfunktionären gegenüber westlichen Einflüssen zu widerlegen. Hans Pischner hatte den Österreicher Otmar Suitner als Generalmusikdirektor an sein Haus geholt, einen Dirigenten von außerordentlichem Format, erfahren auf dem internationalen Parkett und ausgestattet mit soliden handwerklichen Fähigkeiten. Auch die Verpflichtung von Erhard Fischer als Chefregisseur der Staatsoper erwies sich als weitsichtig, da dieser einen gemäßigten Gegenpol zum Musiktheaterstil der Komischen Oper Berlin vertrat und dennoch als ehemaliger Mitstreiter von Regisseuren wie Joachim Herz mit gewandtem Regiehandwerk sowohl Klassiker als auch Uraufführungen der Pischner-Zeit zum Erfolg brachte. Der Opernsänger Ekkehard Wlaschiha lobte ihn in der letzten Da Capo-Sendung vom 4. Dezember 1989 mit August Everding als einen der besten, menschlichsten Intendanten, der seine Sänger geliebt und auf Händen getragen hat und fast jede Vorstellung in seiner Loge saß. Wenn für ihn einmal der Besuch einer Vorstellung nicht möglich war, ließ er sich bei seinen Sängern entschuldigen.
Als Cembalist war Pischner jahrzehntelang in vielen Konzertsälen der Welt zu Gast. Sein Spiel ist auf zahlreichen Schallplatten dokumentiert, so unter anderem gemeinsam mit seinem Freund Dawid Oistrach. Sein Hauptinteresse galt stets den Werken Johann Sebastian Bachs und Georg Friedrich Händels, aber auch dem zeitgenössischen Schaffen.

## Auszeichnungen
- 1961: Händelpreis des Bezirkes Halle
- 1961: Nationalpreis der DDR III. Klasse für Kunst und Literatur, „für seine ausgezeichnete Interpretation der Werke Johann Sebastian Bachs, Georg Friedrich Händels sowie anderer Meister des 17. und 18. Jahrhunderts als Cembalist.“[14]
- 1962: Johannes-R.-Becher-Medaille[15]
- 1973: Vaterländischer Verdienstorden in Gold
- 1976: Nationalpreis der DDR I. Klasse für Kunst und Literatur
- 1979: Stern der Völkerfreundschaft in Gold
- 1984: Ehrenspange zum Vaterländischen Verdienstorden in Gold[16]
- 1988: Goethe-Preis der Stadt Berlin
- 1989: Karl-Marx-Orden anlässlich des 40. Jahrestages der DDR[17]
- 1997: Ehrenmitglied und Ehrenpräsident der Europäischen Kulturwerkstatt Berlin-Wien (EKW)
- 1999: Bundesverdienstkreuz am Bande[18]

## Schriften
- Musik und Revolution. Rede über Richard Wagner als 48er Revolutionär, gehalten am 22. Juni 1948 in der Wirkungsgruppe Weimar des Kulturbundes zur demokratischen Erneuerung Deutschlands, Verlag Kulturwille, Weimar 1948.
- Streiter für eine nationale deutsche Musik, in: Der Rundfunk, Bd. 8 (1953), S. 29–30.
- Musik in China. Henschel, Berlin (DDR) 1955.
- Die Harmonielehre Jean Philippe Rameaus. Ihre historische Voraussetzung und ihre Auswirkung im französischen, italienischen und deutschen musiktheoretischen Schrifttum des 18. Jahrhunderts. Ein Beitrag zur Geschichte des musikalischen Denkens   Berlin (DDR), Humboldt-Universität, Philosophische Fakultät, Diss. vom 10. Mai 1961 [Druckausgabe: VEB Breitkopf & Härtel, Leipzig 1963].
- Premieren eines Lebens. Autobiographie. Verlag der Nation, Berlin (DDR) 1986, ISBN 9783373000204.
- Tasten, Taten, Träume. Musik und Politik zwischen Utopie und Realität. Autobiographie. Henschel Verlag, 2006, ISBN 3-89487-538-0.[19]